# العامریه (استان سیدی بنور)
العامریه (به فرانسوی: Laamria) یک شهرک در مراکش است که در استان سیدی بنور واقع شده‌است. العامریه ۱۳٬۳۱۴ نفر جمعیت دارد.